# Yunnanilus macrolepis
Yunnanilus macrolepis är en fiskart som beskrevs av Li, Tao och Mao 2000. Yunnanilus macrolepis ingår i släktet Yunnanilus och familjen grönlingsfiskar. Inga underarter finns listade i Catalogue of Life.